# Psallus betuleti
Psallus betuleti är en insektsart som först beskrevs av Carl Fredrik Fallén 1829.  Psallus betuleti ingår i släktet Psallus och familjen ängsskinnbaggar. Arten är reproducerande i Sverige. Inga underarter finns listade i Catalogue of Life.